# Grand Départ (Tour de France)
Tour de France er et årligt tilbagevendende landevejscykelløb, der afholdes over 23 dage i juli. Det blev etableret i 1903 af avisen L'Auto. Tour de France er det mest kendte og prestigefyldte af cykelsportens tre "Grand Tours"; de andre er Giro d'Italia og Vuelta a España. Løbet har normalt en distance på cirka 3.500 kilometer, og det går gennem Frankrig og nabolande som Belgien. Løbet er opdelt i dagslange etaper. Individuelle sluttider for hver etape lægges sammen for at bestemme den samlede vinder ved løbets afslutning.
Ruten ændres hvert år, men det er indtil videre altid afsluttet i Paris; siden 1975 er afslutningen sket på Avenue des Champs-Élysées. Starten på løbet kaldes Grand Départ. Siden 1950'erne har det typisk fundet sted i en forskellig by hvert år, og siden 1970'erne har det været almindeligt at tildele Grand Départ til byer uden for Frankrig som en måde at øge international interesse for konkurrencen og sporten. Rettigheden til at være vært for Grand Départ er nu meget eftertragtet, hvor byer byder på at være vært, og det har vist sig at øge økonomisk aktivitet samt interesse for cykling i værtsområdet.
I 2024 vil den første Grand Départ uden for Frankrig for Tour de France Femmes finde sted i Rotterdam i Holland.

## Værtsbyer

### Tour de France
| År   | Land           | Region                     | Vært for Grand Départ                 |
| ---- | -------------- | -------------------------- | ------------------------------------- |
| 1903 | Frankrig       | Île-de-France              | Montgeron                             |
| 1904 | Frankrig       | Île-de-France              | Montgeron                             |
| 1905 | Frankrig       | Île-de-France              | Noisy-le-Grand                        |
| 1906 | Frankrig       | Île-de-France              | Neuilly-sur-Seine (Vélodrome Buffalo) |
| 1907 | Frankrig       | Île-de-France              | Neuilly-sur-Seine (Pont Bineau)       |
| 1908 | Frankrig       | Île-de-France              | Neuilly-sur-Seine (Pont Bineau)       |
| 1909 | Frankrig       | Île-de-France              | Neuilly-sur-Seine (Pont de la Jatte)  |
| 1910 | Frankrig       | Île-de-France              | Neuilly-sur-Seine (Pont de la Jatte)  |
| 1911 | Frankrig       | Île-de-France              | Neuilly-sur-Seine (Pont de la Jatte)  |
| 1912 | Frankrig       | Île-de-France              | Paris (Luna Park Porte Maillot)       |
| 1913 | Frankrig       | Île-de-France              | Boulogne-Billancourt                  |
| 1914 | Frankrig       | Île-de-France              | Saint-Cloud                           |
| 1915 | —              | —                          | —                                     |
| 1916 | —              | —                          | —                                     |
| 1917 | —              | —                          | —                                     |
| 1918 | —              | —                          | —                                     |
| 1919 | Frankrig       | Île-de-France              | Paris (Parc des Princes)              |
| 1920 | Frankrig       | Île-de-France              | Argenteuil                            |
| 1921 | Frankrig       | Île-de-France              | Argenteuil                            |
| 1922 | Frankrig       | Île-de-France              | Paris (Luna Park Porte Maillot)       |
| 1923 | Frankrig       | Île-de-France              | Paris (Luna Park Porte Maillot)       |
| 1924 | Frankrig       | Île-de-France              | Paris (Luna Park Porte Maillot)       |
| 1925 | Frankrig       | Île-de-France              | Le Vésinet                            |
| 1926 | Frankrig       | Rhône-Alpes                | Évian-les-Bains                       |
| 1927 | Frankrig       | Île-de-France              | Le Vésinet                            |
| 1928 | Frankrig       | Île-de-France              | Le Vésinet                            |
| 1929 | Frankrig       | Île-de-France              | Le Vésinet                            |
| 1930 | Frankrig       | Île-de-France              | Le Vésinet                            |
| 1931 | Frankrig       | Île-de-France              | Le Vésinet                            |
| 1932 | Frankrig       | Île-de-France              | Le Vésinet                            |
| 1933 | Frankrig       | Île-de-France              | Le Vésinet                            |
| 1934 | Frankrig       | Île-de-France              | Le Vésinet                            |
| 1935 | Frankrig       | Île-de-France              | Le Vésinet                            |
| 1936 | Frankrig       | Île-de-France              | Le Vésinet                            |
| 1937 | Frankrig       | Île-de-France              | Le Vésinet                            |
| 1938 | Frankrig       | Île-de-France              | Le Vésinet                            |
| 1939 | Frankrig       | Île-de-France              | Le Vésinet                            |
| 1940 | —              | —                          | —                                     |
| 1941 | —              | —                          | —                                     |
| 1942 | —              | —                          | —                                     |
| 1943 | —              | —                          | —                                     |
| 1944 | —              | —                          | —                                     |
| 1945 | —              | —                          | —                                     |
| 1946 | —              | —                          | —                                     |
| 1947 | Frankrig       | Île-de-France              | Paris                                 |
| 1948 | Frankrig       | Île-de-France              | Paris                                 |
| 1949 | Frankrig       | Île-de-France              | Paris                                 |
| 1950 | Frankrig       | Île-de-France              | Paris                                 |
| 1951 | Frankrig       | Lorraine                   | Metz                                  |
| 1952 | Frankrig       | Bretagne                   | Brest                                 |
| 1953 | Frankrig       | Alsace                     | Strasbourg                            |
| 1954 | Holland        | Noord-Holland              | Amsterdam                             |
| 1955 | Frankrig       | Haute-Normandie            | Le Havre                              |
| 1956 | Frankrig       | Champagne-Ardenne          | Reims                                 |
| 1957 | Frankrig       | Pays de la Loire           | Nantes                                |
| 1958 | Belgien        | Bruxelles-Hovedstadsregion | Bruxelles                             |
| 1959 | Frankrig       | Alsace                     | Mulhouse                              |
| 1960 | Frankrig       | Nord-Pas-de-Calais         | Lille                                 |
| 1961 | Frankrig       | Haute-Normandie            | Rouen                                 |
| 1962 | Frankrig       | Lorraine                   | Nancy                                 |
| 1963 | Frankrig       | Île-de-France              | Paris                                 |
| 1964 | Frankrig       | Bretagne                   | Rennes                                |
| 1965 | Vesttyskland   | Nordrhein-Westfalen        | Köln                                  |
| 1966 | Frankrig       | Lorraine                   | Nancy                                 |
| 1967 | Frankrig       | Pays de la Loire           | Angers                                |
| 1968 | Frankrig       | Lorraine                   | Vittel                                |
| 1969 | Frankrig       | Nord-Pas-de-Calais         | Roubaix                               |
| 1970 | Frankrig       | Limousin                   | Limoges                               |
| 1971 | Frankrig       | Alsace                     | Mulhouse                              |
| 1972 | Frankrig       | Pays de la Loire           | Angers                                |
| 1973 | Holland        | Zuid-Holland               | Scheveningen                          |
| 1974 | Frankrig       | Bretagne                   | Brest                                 |
| 1975 | Belgien        | Vallonien                  | Charleroi                             |
| 1976 | Frankrig       | Pays de la Loire           | Saint-Jean-de-Monts                   |
| 1977 | Frankrig       | Midi-Pyrénées              | Fleurance                             |
| 1978 | Holland        | Zuid-Holland               | Leiden                                |
| 1979 | Frankrig       | Midi-Pyrénées              | Fleurance                             |
| 1980 | Vesttyskland   | Hessen                     | Frankfurt                             |
| 1981 | Frankrig       | Provence-Alpes-Côte d'Azur | Nice                                  |
| 1982 | Schweiz        | Basel-Stadt                | Basel                                 |
| 1983 | Frankrig       | Île-de-France              | Fontenay-sous-Bois                    |
| 1984 | Frankrig       | Île-de-France              | Montreuil                             |
| 1985 | Frankrig       | Bretagne                   | Plumelec                              |
| 1986 | Frankrig       | Île-de-France              | Boulogne-Billancourt                  |
| 1987 | Vesttyskland   | Vestberlin                 | Vestberlin                            |
| 1988 | Frankrig       | Pays de la Loire           | La Baule                              |
| 1989 | Luxembourg     | Luxembourg distrikt        | Luxembourg by                         |
| 1990 | Frankrig       | Poitou-Charentes           | Futuroscope                           |
| 1991 | Frankrig       | Rhône-Alpes                | Lyon                                  |
| 1992 | Spanien        | Baskerlandet               | San Sebastián                         |
| 1993 | Frankrig       | Pays de la Loire           | Le Puy du Fou                         |
| 1994 | Frankrig       | Nord-Pas-de-Calais         | Lille                                 |
| 1995 | Frankrig       | Bretagne                   | Saint-Brieuc                          |
| 1996 | Holland        | Noord-Brabant              | 's-Hertogenbosch                      |
| 1997 | Frankrig       | Haute-Normandie            | Rouen                                 |
| 1998 | Irland         | Leinster                   | Dublin                                |
| 1999 | Frankrig       | Pays de la Loire           | Le Puy du Fou                         |
| 2000 | Frankrig       | Poitou-Charentes           | Futuroscope                           |
| 2001 | Frankrig       | Nord-Pas-de-Calais         | Dunkerque                             |
| 2002 | Luxembourg     | Luxembourg distrikt        | Luxembourg by                         |
| 2003 | Frankrig       | Île-de-France              | Paris                                 |
| 2004 | Belgien        | Vallonien                  | Liège                                 |
| 2005 | Frankrig       | Pays de la Loire           | Challans                              |
| 2006 | Frankrig       | Alsace                     | Strasbourg                            |
| 2007 | Storbritannien | Greater London             | London                                |
| 2008 | Frankrig       | Bretagne                   | Brest                                 |
| 2009 | Monaco         | Monaco                     | Monaco                                |
| 2010 | Holland        | Zuid-Holland               | Rotterdam                             |
| 2011 | Frankrig       | Pays de la Loire           | Passage du Gois                       |
| 2012 | Belgien        | Vallonien                  | Liège                                 |
| 2013 | Frankrig       | Korsika                    | Porto-Vecchio                         |
| 2014 | Storbritannien | Yorkshire                  | Leeds                                 |
| 2015 | Holland        | Utrecht                    | Utrecht                               |
| 2016 | Frankrig       | Normandie                  | Mont Saint-Michel                     |
| 2017 | Tyskland       | Nordrhein-Westfalen        | Düsseldorf                            |
| 2018 | Frankrig       | Pays de la Loire           | Noirmoutier-en-l'Île                  |
| 2019 | Belgien        | Bruxelles-Hovedstadsregion | Bruxelles                             |
| 2020 | Frankrig       | Provence-Alpes-Côte d'Azur | Nice                                  |
| 2021 | Frankrig       | Bretagne                   | Brest                                 |
| 2022 | Danmark        | Region Hovedstaden         | København                             |
| 2023 | Spanien        | Baskerlandet               | Bilbao                                |
| 2024 | Italien        | Toscana                    | Firenze                               |
| 2025 | Frankrig       | Hauts-de-France            | Lille                                 |
| 2026 | Spanien        | Catalonien                 | Barcelona                             |
| 2027 | Storbritannien | Skotland                   | Edinburgh                             |

### Tour de France Femmes
| År   | Land     | Region               | Vært for Grand Départ |
| ---- | -------- | -------------------- | --------------------- |
| 2022 | Frankrig | Île-de-France        | Paris                 |
| 2023 | Frankrig | Auvergne-Rhône-Alpes | Clermont-Ferrand      |
| 2024 | Holland  | Zuid-Holland         | Rotterdam             |
| 2025 | Frankrig | Bretagne             | Vannes                |